# Star Trek: New Voyages
Star Trek: New Voyages, anche conosciuta con il titolo Star Trek: Phase II, è una webserie di fantascienza del 2004, ambientata nell'universo di Star Trek. Interamente girata e prodotta dai fan, è stata distribuita su Internet.
L'episodio di Phase II dal titolo World Enough and Time è stato candidato al Premio Hugo per la miglior rappresentazione drammatica, forma breve nel 2008, assieme ad episodi di serie televisive quali Doctor Who, Torchwood e Battlestar Galactica, perdendo in favore dell'episodio di Doctor Who Colpo d'occhio (Blink).

## Trama
La serie narra del quarto anno della "missione quinquennale" dell'astronave USS Enterprise NCC-1701.

## Episodi
| Stagione       | Episodi | Prima TV originale | Prima TV Italia |
| -------------- | ------- | ------------------ | --------------- |
| Prima stagione | 15      | 2004-2012          | -               |

## Produzione
La serie consta di undici episodi di un'ora e di quattro cortometraggi chiamati vignette. La Paramount, che detiene i diritti legali del franchise di Star Trek non si è opposta in alcun modo alla creazione e alla distribuzione del materiale, al contrario, vista la buona qualità della realizzazione, ha concesso l'uso del titolo Star Trek: Phase II, che sarebbe dovuto appartenere alla serie ideata negli anni settanta e il cui progetto confluì nel primo film Star Trek. La CBS, e in precedenza la Paramount Pictures, che possiede i diritti del franchise di Star Trek, infatti, consente la distribuzione del materiale ideato dai fan fintantoché non vi sia alcun tentativo di ricavarvi un profitto senza autorizzazione ufficiale.
La serie è stata ideata da James Cawley e Jack Marshall nell'aprile 2003 ed è pensata come una prosecuzione della serie originale Star Trek (1966-1969).
Alla serie hanno collaborato a loro volta in qualità di consulenti la sceneggiatrice D.C. Fontana, il pluripremiato scrittore di fantascienza David Gerrold (entrambi autori della serie originale) e altri. Eugene Roddenberry Jr., il figlio del creatore di Star Trek Gene Roddenberry, è impiegato come produttore consultivo.
Gli episodi sono filmati in nuovi set situati a Port Henry (New York), in una concessionaria di auto chiusa da tempo. I set sono stati ricostruiti a partire dai progetti originali.

## Distribuzione
L'episodio pilota è stato distribuito nel web nel gennaio del 2004.

## Riconoscimenti
- 2008 - Premio Hugo
  - Candidatura come Miglior rappresentazione drammatica, forma breve per l'episodio World Enough and Time